# Ángel Lulio Cabrera
Pour les articles homonymes, voir Cabrera.
Ángel Lulio Cabrera est un botaniste argentin d’origine espagnole, né le 19 octobre 1908 à Madrid et mort le 8 juillet 1999.
Il est le fils du zoologiste et paléontologue Ángel Cabrera (1879-1960).

## Œuvres
- Las compuestas del Parque Nacional den Nahuel Huapi, dans : Revista del Museo de la Plata. Nueva Serie. Sección Botánica, vol. II, 1939, 170 p.
- Compuestas bonaerenses. Revisión de las compuestas de la provincia de Buenos Aires, la capital federal y la isla Martín García, dans : Revista del Museo de la Plata. Nueva Serie. Sección Botánica, vol. IV, 1941, 450 p.
- La selva marginal de Punta Lara en la ribera Argentina del Río de La Plata (avec Genevieve Dawson), dans : Revista del Museo de la Plata. Nueva Serie. Sección Botánica, vol. V, 1944, p. 267-382.
- Manual de la Flora de los Alrededores de Buenos Aires, Buenos Aires, Editorial Acme, 1953, 589 p.
- Revisión del genero Mutisia (Compositae), Opera Lilloana, Tucuman, vol. 13, 1965, 227 p.
- Flora de la Provincia de Jujuy, República Argentina, Buenos Aires, Instituto Nacional de Tecnología Agropecuaria, 1977-1978

Spécialiste des Composées, il a en outre traité cette famille dans plusieurs flores d'Amérique du Sud : Flora Patagonica, Flora de la Provincia de Jujuy República Argentina, Flora Fanerogámica Argentina, Flora del Paraguay